# Crow’s First Lesson

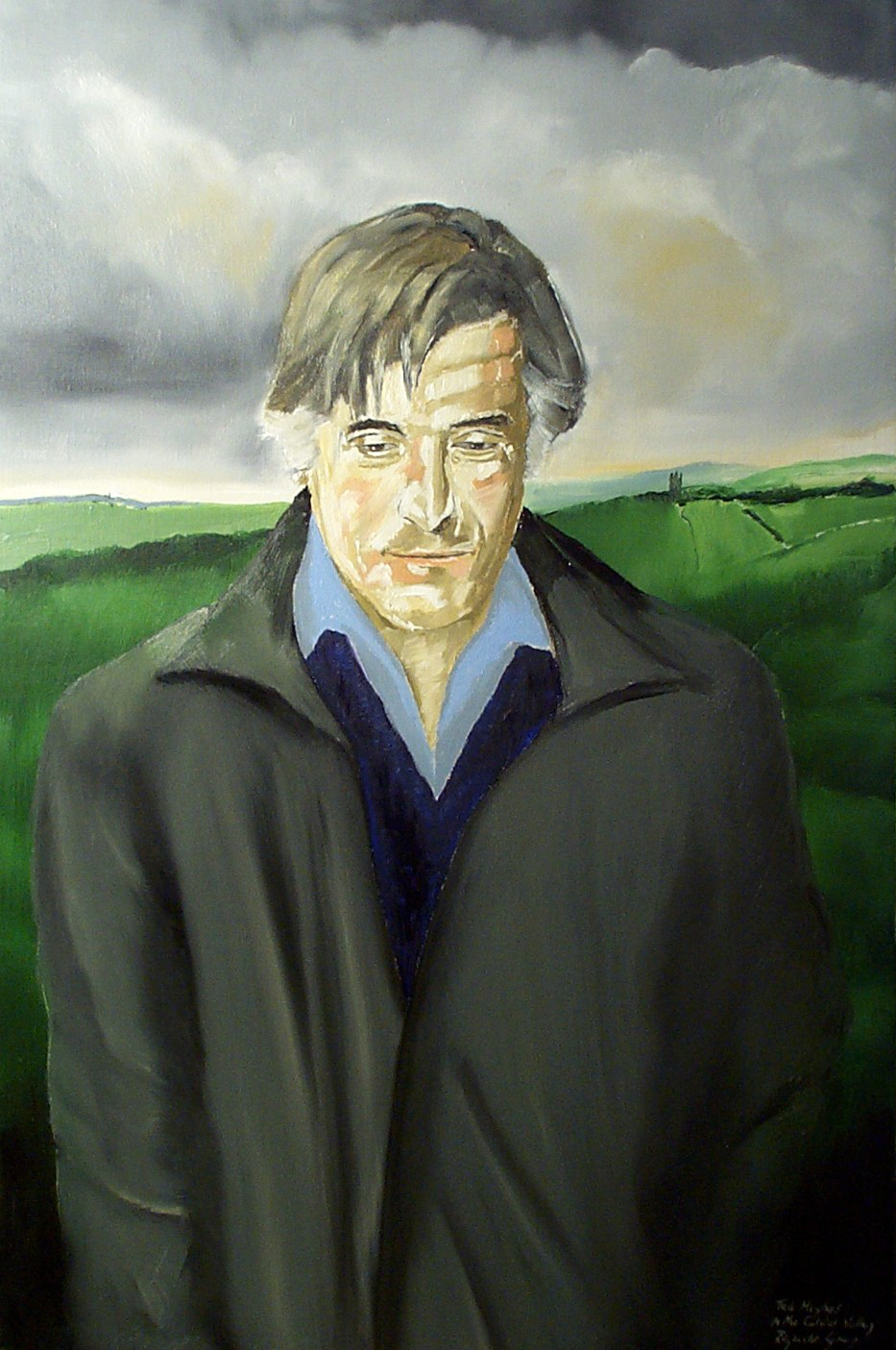
Ölgemälde von Ted Hughes 2004

Crow’s First Lesson ist ein Gedicht des englischen Dichters und Schriftstellers Ted Hughes, das erstmals 1970 in Rahmen des Zyklus der Crow-Gesänge (Crow. From the Life and Songs of the Crow) in dem Londoner Verlag Faber & Faber veröffentlicht wurde.
Die amerikanische Ausgabe der Crow-Gesänge von 1971 im New Yorker Harper & Row Verlag und die englische Zweitauflage aus dem Jahre 1972 wurden um sieben weitere Gedichte ergänzt. Seitdem sind mehrere Neuauflagen in unterschiedlichen Verlagen erschienen.
Der Zyklus der Crow-Gedichte gilt als eines der ambitioniertesten poetischen Projekte Hughes’, in dem er erstmals den großangelegten Versuch einer modernen Mythenschöpfung unternimmt.
Eine deutsche Erstübertragung der Crow-Gedichtsammlung von Elmar Schenkel wurde 1986 unter dem Titel Krähe: aus dem Leben und den Gesängen der Krähe – Gedichte = Crow: From the Life and Songs of the Crow in einer zweisprachigen Ausgabe im Klett-Cotta Verlag herausgegeben, die 2002 neu aufgelegt wurde. Crow’s First Lesson ist seitdem mehrfach in verschiedenen Gedichtsammlungen Hughes’ und diversen anderen Anthologien abgedruckt worden.

## Interpretationsansatz
Obwohl Hughes’ Gedicht in freien Rhythmen verfasst ist, sind die 18 Zeilen vom Druckbild her auf verschiedene Strophen verteilt. Den zwei ersten Strophen von jeweils vier Zeilen, die auch in inhaltlicher Hinsicht abgeschlossen sind, folgen zwei Strophen von jeweils fünf und vier Zeilen, die zusammen mit der im Druckbild abgesetzten Schlusszeile ebenfalls eine inhaltlich-thematische Einheit bilden.
Die zwei anfänglichen Versuche Gottes, der soeben geborenen Krähe das Sprechen und vor allem das Wort „Liebe“ beizubringen, bleiben erfolglos; der folgende dritte Anlauf führt zum endgültigen Scheitern. In sprachlicher Hinsicht liegt in dem Gedicht ein Bericht in der Er-Form vor, der durch direktes Reden verlebendigt und dramatisiert wird. Bezeichnenderweise ist die direkte Rede jedoch ausschließlich auf Gott beschränkt; Crow als ungelehriger Schüler ist in keiner Weise zu irgendeiner sprachlichen Äußerung fähig und kann nur den Schnabel aufreißen.
Der verwendete Wortschatz ist betont einfach; dennoch tragen zahlreiche auffällige lautmalende (crash, zoom, convulse, retch) und präpositionale Verben (zoom out, bulb out, drop over, fly off) dazu bei, die Anschaulichkeit und Lebendigkeit der poetischen Darstellung in erheblichem Maße zu verstärken. Im Satzbau überwiegen anfangs die syntaktischen Nebenordnungen mit einer gehäuften Verwendung des rhetorischen Stilmittels des Syndetons („Crow gaped, and the white teeth flashed ...“), während demgegenüber die letzten drei Zeilen durch den Einsatz des Mittels des Asyndetons deutlich davon abgehoben werden. Die bewusste Nutzung einer Vielzahl von Stilmitteln zeigt eindeutig die rhetorischen Absichten des Verfassers, die den gesamten Sprachstil des Gedichtes prägen. Klar erkennbar ist dieser rhetorische Ausdruckswille vor allem in der hervortretenden Verwendung von Wiederholungen und Reihungen zum Zwecke der Steigerung und Intensivierung der Darstellung.
Die Wiederholungen der Worte Gottes und der jeweils stereotypen Reaktion der Krähe darauf („Crow gaped“) verdeutlichen nicht nur emphatisch das lyrische Handlungsgerüst, den dreifachen Sprachversuch, sondern betonen in Verbindung mit den Reihungen zudem die Steigerung der Auswirkungen des göttlichen Sprachexperiments. Nach dem zweimaligen „Crow gaped“ in den ersten beiden Strophen wird in Zeile 10 die Klimax ins Bewusstsein gehoben: „Crow convulsed, gaped, retched“.
Die dreifache Wiederholung zur Steigerung und Entlarvung des Scheiterns der Bemühungen Gottes bildet nicht nur das entscheidende formale Gestaltmuster des Gedichts, sondern schlägt sich ebenso im Inhalt nieder. Hughes äußert sich an anderer Stelle dahingehend, dass der biblische Gott vom Schöpfer der Welt ebenso weit entfernt sei, wie das Alltagsenglisch von der Realität. Aus seiner Sicht stellt dementsprechend der christliche Liebesbegriff eine leere Worthülse dar, die die Beziehung zur lebendigen Realität einzig verstellt, nicht aber angemessen reflektiert. In der Gestalt von Crow, die nicht von Gott geschaffen worden ist, manifestiert sich diese eigentliche Wirklichkeit. Daher ist Crow zu einer solchen verzerrenden sprachlichen Äußerung nicht in der Lage.
Anstelle der erwarteten sprachlichen Artikulation des Wortes „Liebe“ entspringt seinem weit aufgerissenen Schnabel ein weißer Hai, der klatschend in das Meer eintaucht. Hughes verwendet diesen bildhaften Tropus in seinem dichterischen Werk wiederholt als Metapher für die tatsächliche Realität und die in ihr waltenden Naturgesetzlickeit des Tötens, um zu überleben, so beispielsweise in dem Gedicht Crow on the Beach, wo es heißt: „When the smell of the whale’s den, the gulfing of the crab’s last prayer, / Gimletted in his nostril / He grasped he was on earth“.
Auch in Hughes’ Gedicht Logos aus Wodwo stellt der Hai als Inbegriff von Vitalität und Mordlust das Gegenbild zum christlichen Mythos der Liebe dar, um dessen ganze heuchlerische Unwahrhaftigkeit aufzuzeigen. In den Augen Hughes’ figuriert der Hai dabei als herrliches Tier, das selber nichts Abstoßendes an sich hat.
Bei dem zweiten Versuch Gottes, Crow zur Artikulation des Wortes „Liebe“ zu bewegen, entsteigt Crows Schlund dagegen ein Geschmeiß von Fliegen und Mücken, die zu ihren unterschiedlichen Fleischtöpfen schwirren. Derart wird nicht nur durch die Triade (Dreizahl von „a bluefly, a tsetse, a mosquito“), sondern ebenso durch den Umstand, dass es sich bei diesem Getier um Schmarotzer und Krankheitsträger handelt, in gesteigerter Form wiederum das vermeintliche christliche Weltgesetz der Liebe widerlegt.
Der dritte Versuch, der zugleich umfangsmäßig mehr Raum einnimmt als die beiden ersten zusammen, potenziert erneut die böse Überraschung über alle Maßen, indem die Liebe hier im menschlichen Bereich in eine Karikatur überführt wird. Dieser Höhepunkt wird durch das verstärkt ominöse Würgen Crows angekündigt; es folgt das Bild des ungeheuren, schielenden und blubbernden Kopfes eines Mannes ohne Körper, der zur Erde plumpst. Wenig später, als Crow nochmals erbricht, stülpt sich eine weibliche Scham über seinen Hals und zieht sich zusammen. Hughes versucht hier ein weiteres Mal mit den Mitteln der Karikatur die christliche Heilsbotschaft der Liebe ad absurdum zu führen und stellt sich damit in die Nachfolge von D. H. Lawrence, der das Verhältnis der Geschlechter zueinander und darüber hinausgehend das Verhältnis von Natur und Geist als verhängnisvolles Laster betrachtete, das nur die Wahl zwischen der Sexualität als unheilvollem Ziel oder der idealen Bestimmung als todbringendem Schmarotzer zulasse: „Sex in itself is a disaster: a vice. ... And now we only have these two things: sex as a fatal goal ... or ideal purpose as a deadly parasite.“
Der körperlose monströse Kopf symbolisiert in Hughes’ Gedicht die einseitige Betonung des Geistes in der Moderne, den Hughes als „enormous surplus of brain“ (dt. etwa: „enormer Überschuss an Gehirnmasse“) mit beißendem Spott geißelt, so im Rahmen der Crow-Gedichte etwa in der Groteske Crow‘s Account of St. George.
Ähnlich wie in Crow's First Lesson verbindet Hughes oftmals seine Kritik an dem verabsolutierten Geist und der übermächtigen Wissenschaft mit seinem Unmut über die Eigenwilligkeit der Sprache, die ihm zufolge einer unmittelbaren Erfahrung der Wirklichkeit im Wege steht und mit ihren Schlagwörtern sogar Unheil über die Menschheit bringt.
Während der Proteste schnatternde Kopf in Crow's First Lesson die abstrakte Geistigkeit verkörpert, steht die weibliche Scham hier umgekehrt für die Überbetonung des Geschlechtlichen. Ihre Auswirkungen sind, ähnlich wie Lawrence es sah, für Hughes nicht lebensfördernd, sondern mörderisch. Mit der Metapher des grotesken Kampfes auf Leben und Tod zwischen dem männlichen Kopfungeheuer und der weiblichen Scham verhöhnt Hughes in den drei Schlusszeilen seines Gedichts letztendlich nochmals klimatisch das christliche Menschenbild, das die Einheit von Körper und Geist und das Verhältnis der Geschlechter der Vorstellung der Liebe unterordnet.
Darüber hinaus wird das Wesen des christlichen Gottes als verkörperter Liebe in doppelter Form verspottet. Crows’ Existenz und der gescheiterte Belehrungs- und Erziehungsversuch Gottes desavouieren nicht nur die christliche Konzeption von der Liebe als Weltgesetz, sondern demonstrieren zugleich die Hilflosigkeit Gottes, der zu allem Überfluss in seiner Ohnmacht die Selbstkontrolle verliert und zu fluchen beginnt, damit jedoch sich selber entlarvt und überführt.
Wie die letzte Zeile des Gedichtes zeigt, überkommen Crow, den unfreiwilligen Übeltäter, der bis dahin zu keiner menschlichen Regung oder Empfindung fähig ist, erstmals Schuldgefühle: „Crow flew guiltily off“. Im gesamten Kontext des Gedichtes lässt diese Schlusszeile nur eine sarkastische Deutung im Sinne der travestierenden Grundaussage zu.
Die in der Schlusspassage des Gedichtes akzentuierte Verkehrung des biblischen Schöpfungsmythos und traditioneller christlicher Gottesvorstellungen bedeutet in Hughes eigener parodistischer Theodizee damit allerdings eine Entbindung Gottes von seiner Verantwortung für das Unheil und Leid in der Welt; Gott wird Karl-Heinz Göller zufolge „gerechtfertigt“.

## Entstehungsgeschichtlicher Hintergrund
Ted Hughes lernte 1957 in Amerika den Bildhauer und Graveur Leonard Baskin kennen, zu dessen Eigenarten die Darstellung von Krähen mit beunruhigenden menschlichen Charakteristika zählt. Auf Baskins Bitte hin, seine Gravierungen durch Kurzgedichte zu ergänzen, entstand 1964 Hughes’ erste Crow-Dichtung, der dramatische Dialog Eat Crow. Weitere Vorstufen zu dem Gedichtband Crow können in den Gedichten Logos, Reveille, Stations und Theology aus der Sammlung Wodwo von 1967 gesehen werden. Die Erweiterung der Zweitauflage der Crow-Gedichte aus dem Jahre 1971 und später bekanntgewordene Details über Hughes’ Pläne deuten auf die ursprüngliche dichterische Intention der Gestaltung einer prosimetrischen Volkserzählung mit weiteren Ergänzungen und Veränderungen hin, von der jedoch einzig eine Auswahl der Gesänge über Crow umgesetzt worden ist.
In Hughes’ Plänen finden sich ebenso Andeutungen auf ein geheimnisumwittertes mythisches Wesen neben und über Gott, das mit diesem eine Wette eingeht und dessen Geschöpf Crow ist. In den vorliegenden Gesängen des Crow-Bandes sind dagegen derartige Züge nicht ausgeführt. Allerdings tritt Crow als Störenfried auf, durch den der christliche Gott als „man-created, broken-down, despot of a ramshackle religion“ (dt. etwa: „vom Menschen erschaffener, gebrochener bzw. gescheiterter despotischer Repräsentant einer maroden Religion“) geschmäht wird. Hughes wählt so die Krähe als poetischen Helden und verleiht ihr eine krächzende Stimme:
„Screaming for Blood / Grubs, crusts / Anything / Trembling, featherless elbows in the nest‘s filth“
(aus: Lineage)
Das Umschlagbild Baskins zu der englischen Paperback-Ausgabe der Crow-Gesänge zeigt einen auf kolossalen Beinen stehenden unbehaarten Körper, auf dem sich ein winziger Kopf befindet, der jedoch mit einem enormen, geschwungenen Schnabel gewaffnet ist: „his mere eyeblink / Holding the very globe in terror“ (dt. etwa: „der bloße Ausdruck seiner Augen / hält die ganze Welt in Schrecken“).
Offensichtlich greift Hughes, der während des Studiums in Cambridge seine Studienfächer von der englischen Sprach- und Literaturwissenschaft zur Archäologie und Anthropologie wechselte, hier auf seine Kenntnisse der verschiedensten Mythen und Legenden zurück. Übereinstimmend mit anderen mythischen Wesen ist Crow bereits in jenem Moment stärker als der Tod, in dem er eben erst geboren ist:
„And still he who never has been killed / Croaks helplessly / And is only just born.“ (aus: Crow and Stone)
Die Welt der Schöpfung, in die er hineingeboren wird, ist jedoch zugleich gekennzeichnet durch das Schrecken und Entsetzen einer visionären Endzeit:
„Crow saw the herded mountains, streaming in the morning / ... / And he shivered with the horror of Creation. / In the hallucination of the horror / He saw this shoe, with no sole, rain-sodden / Lying on a moor. / And there was this garbage can, bottom rusted away, / A playing place for the wind, in a waste of puddles.“ (aus: Crow Alights)
Auch das Gedicht Crow's First Lesson ist thematisch in diesen poetischen Kontext eingebunden, der eine Persiflage der Vorstellung von der Geltung der christlichen Tugenden des Glaubens, der Hoffnung und der Liebe als Weltgesetz darstellt.
Hughes hat zu Lebzeiten seine Lyrik wiederholt als „anti-autobiografisch“ bezeichnet und Wert darauf gelegt, dass seine Gedichte als autonome Werke betrachtet werden und nicht aus einem autobiografischen Blickwinkel. In einer Reihe von Briefen an den Kritiker Keith Sagar, die erst posthum veröffentlicht wurden, erläutert er jedoch, dass die Crow-Gedichte zu der Zeit, als sie entstanden, Ausdruck seiner Trauer und seines Schmerzes gewesen seien, die er nach dem einschneidendsten Ereignis in seinem Leben, dem Suizid von Sylvia Plath, empfunden habe. Wenngleich aus diesem Schmerz entstanden, beendete Hughes den begonnenen Gedichtzyklus jedoch 1969 abrupt nach dem Tod seiner Geliebten Assia und ihrer gemeinsamen Tochter Shura.

## Werkgeschichtlicher Zusammenhang
Hughes’ ehrgeiziges dichterisches Bemühen einer großangelegten neuen Mythenschöpfung in den Crow-Gedichten lässt sich als seine dichterische Reaktion auf die Abnutzung der überkommenen konventionellen Lebens- und Kunstformen verstehen, die für ihn wie bereits zuvor für D.H. Lawrence ihren Sinn und ihre Glaubwürdigkeit verloren haben. Es geht ihm nicht primär darum, altes morsches „Gebälk“ zu beseitigen, sondern vielmehr darum, der Frage nachzugehen, woran die Menschen in der Moderne wirklich glauben und wo ihre eigentlichen Bedürfnisse liegen. Mit seinem ambitionierten Versuch, einem neuen Weltbild in der Mythenschöpfung seiner Gedichte Ausdruck zu verleihen, geht Hughes deutlich über die Gegenwartsanalysen seiner zeitgenössischen Kollegen wie etwa Philip Larkin hinaus. Nach Hughes’ eigenen Aussagen wird ein Text für ihn erst dadurch poetisch, dass er den Bezug zu den wesentlichen Wirkmächten in der Welt sowie in der eigenen Person herstellt.
In Hughes‘ zugrunde liegendem Weltbild geht es dabei um Vorstellungen von Energie und Gewalt als elementaren Lebensäußerungen, die von ihm zunächst einmal positiv gesehen werden, sofern sie Ausdruck einer Energie als Grundgegebenheit sind, wie dies ähnlich schon D.H. Lawrence in den 1920er Jahren zum Ausdruck gebracht hat. Diese elementare Energie lässt sich Hughes’ Auffassung zufolge zwar verdrängen; eine Unterdrückung führt jedoch zu einer Art von „Tod-im-Leben“. Eine vergleichbare Vorstellung findet sich in Ansätzen bereits in der Romantik und im 19. Jahrhundert. Wird diese Energie jedoch nicht in geordnete Bahnen gelenkt, das heißt durch glaubwürdige Anschauungen, Rituale oder Konventionen unter Kontrolle gehalten, so wirkt sie äußerst destruktiv.
Hughes’ Versuch der poetischen Mythenschöpfung ist auf diesem Hintergrund zu sehen: Die dichterische Gestaltung und Einkleidung zielt darauf, den abgerissenen Bezug auf die vitale Realität wiederherzustellen, um damit jenen Dammbruch an Energie und Gewalt, der ansonsten ausgelöst werden könnte, zu kanalisieren und zu nutzen. So zeigt Hughes in seinem Gedicht Crow’s Theology, wie die christliche Gottesvorstellung im Bewusstsein seines Helden durch eine neue polytheistische Weltanschauung abgelöst wird. Zunächst übernimmt Crow die Vorstellung, von Gott geliebt zu werden, im Sinne der traditionellen Vorsehungslehre, da er glaubt, anderenfalls tot umzufallen. Glücklich über diese Gewissheit lauscht er voller Bewunderung seinem Herzschlag und bemerkt, dass Gott wohl Crow spricht („And he realized that God spoke Crow – / Just existing was his revelation“). Unmittelbar darauf wird seine Zuversicht jedoch erschüttert, als er überlegt, dass außer ihm selber noch zahllose andere Wesen existieren, darunter auch Steine oder sogar Kugelblei, das so viele seiner Artgenossen vernichtet. Das Nachdenken über die Frage, welches Wesen denn das Schweigen des Kugelbleis sprechen könne, führt ihn plötzlich zu dem Gedanken, dass es zwei Gottheiten geben müsse, von denen die eine nicht nur viel mächtiger, sondern auch die Gottheit seiner Feinde sei. Crow’s Theology lässt eindeutig erkennen, wie Hughes den Crow-Mythos als Gegenmythos zur christlichen Gottesvorstellung konzipiert.

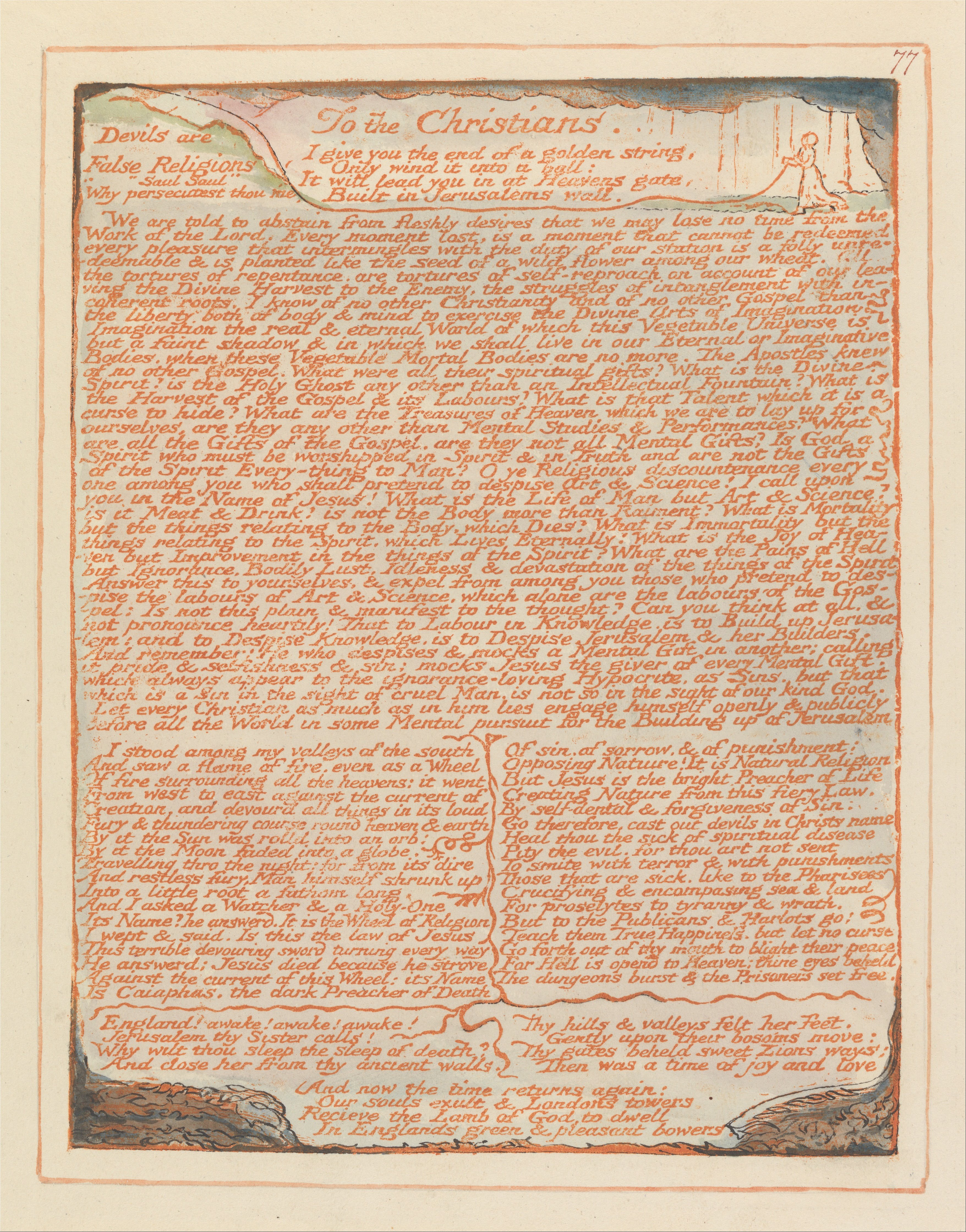
William Blake - Jerusalem, Plate 77, „To the Christians....“

In der poetischen Veranschaulichung der Crow-Gedichte wird demgemäß von Hughes ein Bild der Wirklichkeit gezeichnet, das im Kern durch die Erfahrungen des Bösen und der Gewalt bestimmt ist, die geradezu als spezifische Kennzeichen der Realität erscheinen. Hughes’ Versuch, das Gefühl der Bedrohtheit in einer durch Gewalt und Zerstörung geprägten Welterfahrung in poetische Gestalten und Handlungen umzusetzen, ist dabei literaturgeschichtlich kein vollständig neues Unterfangen. Verschiedene andere Lyriker nach 1945 trachteten bereits zuvor danach, ähnliche Vorstellungen von den zerstörerischen Kräften in der Welt in eine literarisch-poetische Form zu bringen, so beispielsweise der englische Dichter und Literaturkritiker Al Alvarez in seiner 1962 erschienenen Anthologie der zeitgenössischen angelsächsischen Lyrik The New Poetry.
Im Bereich der englischen Lyrik oder Literatur zählen zu den Vorläufern und Vorbildern dieser dichterischen Ausrichtung auch historisch deutlich früher entstandene Werke nicht nur von D. H. Lawrence, sondern ebenfalls bereits im ausgehenden 19. Jahrhundert von Thomas Hardy, der in seinen Gedichten und teilweise auch Romanen die Auffassung vertritt, dass der oder vielmehr die Weltbeweger entweder in ihrer Macht begrenzt oder aber grausam seien. Gut und Böse sind auch hier unauflöslich verflochten; in Hardys Gedicht The Sleep-Worker entlässt eine Muttergestalt in einem Universum ohne Gott die Welt im Trancezustand. In Hughes Crow-Folge finden sich ähnliche Bilder- und Vorstellungswelten, in denen der christliche Gott eine lächerlich-unbedeutende Statistenrolle einnimmt, wenn er nicht gar schläft, während Crow und seine Artgenossen ihre Übeltaten oder Streiche ausführen. So endet Hughes‘ Gedicht A Childish Prank mit den lapidaren Schlusszeilen „God went on sleeping / Crow went on laughing“.
Unübersehbar sind ebenso die Bezüge auf das Werk William Blakes, insbesondere auf Jerusalem (Plate 77), wo Blake den Wegs zum visionären freiheitsversprechenden Himmlischen Tor (Heaven’s Gate) einer neu erweckten kreativen Imaginationskraft aufzuweisen versucht. Crow sieht seine Erlebnisse gleichsam mit den Augen von Blakes Vision: Die subjektive Wahrnehmung wird von den objektiven Fakten getrennt; der Kritik Blakes am Empirismus folgend verdeutlicht Hughes in seinem Zyklus, dass die objektive Wahrnehmung ein Erwachen Crows zu einem Verständnis des menschlichen Selbst als aktivem Gestalter und Organisator der eigenen Erfahrung verhindert.

## Textausgaben
- Crow’s First Lesson. In: Ted Hughes: Crow. From the Life and Songs of the Crow. Faber & Faber, London 1970, 2. erweiterte Auflage 1972, ISBN 978-0-571-09915-3.
- Crow’s First Lesson. In: Ted Hughes: New Selected Poems 1957–1994. Faber & Faber, London 1995, ISBN 978-0-571-17378-5.
- Crow’s First Lesson in Ted Hughes: Krähe: Aus dem Leben und den Gesängen der Krähe – Gedichte = Crow: From the Life and Songs of the Crow. Zweisprachige Ausgabe mit einer Übertragung ins Deutsche von Elmar Schenkel. Klett-Cotta, Stuttgart 1986, 2. Auflage 2002, ISBN 978-3-608-95408-1.

## Audioausgaben
- Crow’s First Lesson. In: Ted Hughes: Crow. Faber Penguin Audiobooks, London 1998, ISBN 978-0-14-086405-2.

## Sekundärliteratur
- J. Brooks Bouson: A Reading of Ted Hughe’s ‘Crow’. In: Concerning Poetry, 7 (1974), S. 21–32.
- John Michael Crafton: Hughes's Crow’s First Lesson. In: Explicator 46, 1988, S. 32–34.
- Rainer Lengeler: TED HUGHES · Crow’s First Lesson. In: Rainer Lengeler (Hrsg.): Englische Literatur der Gegenwart 1971–1975. Bagel Verlag, Düsseldorf 1977, ISBN 3-513-02226-3, S. 348–352.
- David Lodge: Crow and the Cartoons. In: Critical Quarterly, 13 (1971), S. 37–42.
- I. Robinson und D. Sims: Ted Hughes ‘Crow’. In: The Human World, 9 (1972), S. 31–40.
- Leonard M. Scigaj: Ted Hughes. Twayne Publishers, Boston 1991, S. 71–84.

## Originaltext des Gedichtes
| Crow’s First Lesson (Originaltext, 1970) |
| --- |
| Crow's First Lesson God tried to teach Crow how to talk. 'Love,' said God. 'Say, Love.' Crow gaped, and the white shark crashed into the sea And went rolling downwards, discovering its own depth. 'No, no,' said God. 'Say Love. Now try it. LOVE.' Crow gaped, and a bluefly, a tsetse, a mosquito Zoomed out and down To their sundry flesh-pots. 'A final try,' said God. 'Now, LOVE.' Crow convulsed, gaped, retched and Man's bodiless prodigious head Bulbed out onto the earth, with swivelling eyes, Jabbering protest-- And Crow retched again, before God could stop him. And woman's vulva dropped over man's neck and tightened. The two struggled together on the grass. God struggled to part them, cursed, wept-- Crow flew guiltily off. |